# PBB

Estructura de los PBB

PBB es la sigla del grupo de compuestos químicos del bromo llamados polibromobifenilos o bifenilos polibromados. Se trata, generalmente, de sólidos blancuzcos.[cita requerida]

## Aplicación
Se usan en la industria electrónica como retardadores de probables casos de inflamación en plásticos: PCB, componentes, cubiertas de plástico, cables, etc.
Los PBB son productos químicos industriales. Están rigurosamente restringidos por el Convenio de Róterdam y por la directiva de regulación de productos altamente tóxicos RoHs de la Unión Europea, por ser nocivos para la salud humana y el medio ambiente. Los PBB no deben usarse en artículos textiles (por ejemplo, ropa, ropa interior y lino) que entren en contacto con la piel.[cita requerida]

## Efectos adversos
Los PBB pueden escapar de los plásticos y entrar en el medio ambiente. El mayor problema que presentan los PBB es que pueden provocar el desarrollo de cáncer de hígado. Además, es posible que produzcan alteraciones del comportamiento y afecten el sistema inmunitario. Pueden entrar en contacto con el cuerpo humano por ingestión, inhalación o absorción a través de la piel, y pueden ocasionar problemas de la piel como, por ejemplo, acné. Asimismo, provocan pérdida de peso, efectos en los sistemas nervioso y efectos en los riñones y en la glándula tiroides. No se degradan fácilmente (están clasificados como contaminante orgánico persistente). Una vez que han sido liberados al medio ambiente, alcanzan la cadena alimentaria, donde se acumulan (son bioacumulativos, es decir, acumulables de forma biológica). La presencia de PBB en las focas del océano Ártico es señal de su amplia distribución geográfica.[cita requerida]